# Sanna kvinnor (film, 1991)
Sanna kvinnor är en TV-film från 1991 i regi av Gunnel Lindblom. Filmens förlaga var pjäsen Sanna kvinnor av Anne Charlotte Leffler.
Lindblom skrev pjäsens manus, Monica Dominique gjorde musiken och Lasse Björne stod för fotot. Produktionsbolag var Ad libitum, Kungliga Dramatiska Teatern och Cinematograph. Filmen visades första gången den 31 mars 1991.

## Rollista
- Inga-Lill Andersson – Lissi
- Margaretha Byström – modern
- Axel Düberg – fadern
- Agneta Ehrensvärd – Berta
- Johan Lindell – Lundberg
- Jan Waldekranz – Wilhelm

### Fotnoter
1. 1 2  ”Sanna kvinnor”. Svensk Filmdatabas. http://www.sfi.se/sv/svensk-filmdatabas/Item/?itemid=21658&type=MOVIE&iv=Basic&ref=/templates/SwedishFilmSearchResult.aspx?id%3d1225%26epslanguage%3dsv%26searchword%3dsanna+kvinnor%26type%3dMovieTitle%26match%3dBegin%26page%3d1%26prom%3dFalse. Läst 6 februari 2013.